# Андреевка (Вышгородский район)
Андре́евка (укр. Андріївка) — село, входит в Вышгородский район Киевской области Украины.
Население по переписи 2001 года составляло 95 человек. Почтовый индекс — 07321. Телефонный код — 4496. Занимает площадь 1,3 км². Код КОАТУУ — 3221884802.

## Местный совет
с.Любимівка, вул. Пролетарська,61  (укр.)